# Bequia
Bequia is het grootste eiland van de Grenadines met een oppervlakte van 18 km². Het eiland hoort staatkundig gezien bij Saint Vincent en de Grenadines. De hoofdplaats van Bequia is Port Elizabeth en de voertaal is Engels.

## Etymologie
De naam Bequia betekent "eiland van de wolken" in de taal van de Arowakken.

## Geografie
Bequia heeft steile kusten met baaien. Het binnenland is heuvelachtig en het hoogste punt ligt op 269 m boven zeeniveau in het zuiden van het eiland.

### Ligging
Ongeveer 15 kilometer ten noorden van het eiland ligt de landelijke hoofdstad Kingstown op Saint Vincent. Beide eilanden worden gescheiden door het kanaal van Bequia. Ten zuiden van Bequia ligt Mustique.

## Demografie
Bequia heeft ca. 5000 inwoners. De bevolking is gemengd en bestaat vooral uit Afrikanen, Schotten en Indianen.

### Religie
Er zijn op het eiland diverse protestantse groepen en katholieken.

## Economie
Toerisme is een belangrijke inkomstenbron voor het eiland. Geringere inkomsten komen uit de visserij, de fruitteelt en de landbouw. De baai bij Port Elizabeth heeft 3 zandstranden en is populair als jachthaven. Daarnaast heeft Bequia ook duikplekken die populair zijn. Een bijzonderheid op het eiland is een schildpaddenboerderij waar schildpadden worden uitgebroed en verzorgd om als ze oud genoeg zijn in zee te worden uitgezet. Dit ter bescherming van een bedreigde schildpadsoort.

## Verkeer
Er varen veerboten van Kingstown naar Port Elizabeth. Verder heeft Bequia een vliegveld voor kleine vliegtuigen, namelijk J.F. Mitchell Airport.